# Scott Arfield
Scott Arfield (Livingston, 1º novembre 1988) è un calciatore canadese con cittadinanza britannica, centrocampista del Falkirk.

## Statistiche

### Presenze e reti nei club
Statistiche aggiornate al 2 maggio 2025.
| Stagione                 | Squadra                  | Campionato               | Campionato | Campionato | Coppe nazionali | Coppe nazionali | Coppe nazionali | Coppe continentali | Coppe continentali | Coppe continentali | Altre coppe | Altre coppe | Altre coppe | Totale | Totale |
| Stagione                 | Squadra                  | Comp                     | Pres       | Reti       | Comp            | Pres            | Reti            | Comp               | Pres               | Reti               | Comp        | Pres        | Reti        | Pres   | Reti   |
| ------------------------ | ------------------------ | ------------------------ | ---------- | ---------- | --------------- | --------------- | --------------- | ------------------ | ------------------ | ------------------ | ----------- | ----------- | ----------- | ------ | ------ |
| 2007-2008                | Falkirk                  | PL                       | 35         | 3          | -               | -               | -               | -                  | -                  | -                  | -           | -           | -           | 35     | 3      |
| 2008-2009                | Falkirk                  | PL                       | 37         | 7          | CS+CdL          | 3+1             | 2+0             | -                  | -                  | -                  | -           | -           | -           | 41     | 9      |
| 2009-2010                | Falkirk                  | PL                       | 36         | 3          | CS+CdL          | 1+1             | 0               | UEL                | 2                  | 0                  | -           | -           | -           | 40     | 3      |
| Totale Falkirk           | Totale Falkirk           | Totale Falkirk           | 108        | 13         |                 | 6               | 2               |                    | 2                  | 0                  |             | -           | -           | 116    | 15     |
| 2010-2011                | Huddersfield Town        | LO                       | 40+2       | 4          | FACup+CdL       | 5+2             | 1+0             | -                  | -                  | -                  | EFLT        | 4           | 1           | 53     | 6      |
| 2011-2012                | Huddersfield Town        | LO                       | 35+2       | 2          | FACup+CdL       | 1+1             | 0               | -                  | -                  | -                  | EFLT        | 1           | 0           | 40     | 2      |
| 2012-2013                | Huddersfield Town        | FLC                      | 21         | 1          | FACup+CdL       | 4+1             | 0               | -                  | -                  | -                  | -           | -           | -           | 26     | 1      |
| Totale Huddersfield Town | Totale Huddersfield Town | Totale Huddersfield Town | 96+4       | 7          |                 | 14              | 1               |                    | -                  | -                  |             | 5           | 1           | 119    | 9      |
| 2013-2014                | Burnley                  | FLC                      | 45         | 8          | FACup+CdL       | 1+3             | 0+1             | -                  | -                  | -                  | -           | -           | -           | 49     | 9      |
| 2014-2015                | Burnley                  | PL                       | 37         | 2          | FACup+CdL       | 2+1             | 0               | -                  | -                  | -                  | -           | -           | -           | 40     | 2      |
| 2015-2016                | Burnley                  | FLC                      | 46         | 8          | FACup+CdL       | 2+1             | 0               | -                  | -                  | -                  | -           | -           | -           | 49     | 8      |
| 2016-2017                | Burnley                  | PL                       | 31         | 1          | FACup+CdL       | 3+1             | 0               | -                  | -                  | -                  | -           | -           | -           | 35     | 1      |
| 2017-2018                | Burnley                  | PL                       | 18         | 2          | CdL             | 2               | 0               | -                  | -                  | -                  | -           | -           | -           | 20     | 2      |
| Totale Burnley           | Totale Burnley           | Totale Burnley           | 177        | 21         |                 | 16              | 1               |                    | -                  | -                  |             | -           | -           | 193    | 22     |
| 2018-2019                | Rangers                  | SP                       | 29         | 11         | CS+CdL          | 4+2             | 0               | UEL                | 11                 | 1                  | -           | -           | -           | 46     | 12     |
| 2019-2020                | Rangers                  | SP                       | 26         | 5          | CS+CdL          | 4+2             | 0               | UEL                | 17                 | 1                  | -           | -           | -           | 49     | 6      |
| 2020-2021                | Rangers                  | SP                       | 25         | 4          | CS+CdL          | 0+2             | 0               | UEL                | 13                 | 3                  | -           | -           | -           | 40     | 7      |
| 2021-2022                | Rangers                  | SP                       | 29         | 4          | CS+CdL          | 2+3             | 1+1             | UCL+UEL            | 2+14               | 0                  | -           | -           | -           | 50     | 6      |
| 2022-2023                | Rangers                  | SP                       | 31         | 5          | SC+CdL          | 3+3             | 1+2             | UCL                | 6                  | 1                  | -           | -           | -           | 43     | 9      |
| Totale Rangers           | Totale Rangers           | Totale Rangers           | 140        | 29         |                 | 25              | 5               |                    | 63                 | 6                  |             | -           | -           | 228    | 40     |
| giu.-dic. 2023           | Charlotte FC             | MLS                      | 13+1       | 2+0        | -               | -               | -               | -                  | -                  | -                  | LC          | 5           | 1           | 19     | 3      |
| gen.-lugl. 2024          | Charlotte FC             | MLS                      | 14         | 0          | -               | -               | -               | -                  | -                  | -                  | -           | -           | -           | 14     | 0      |
| Totale Charlotte FC      | Totale Charlotte FC      | Totale Charlotte FC      | 27+1       | 2+0        |                 | -               | -               |                    | -                  | -                  |             | 5           | 1           | 33     | 3      |
| 2024-gen. 2025           | Bolton                   | FL1                      | 12         | 0          | FACup+CdL       | 1+3             | 0               | -                  | -                  | -                  | FLT         | 0           | 0           | 16     | 0      |
| gen.-giu. 2025           | Falkirk                  | SC                       | 13         | 9          | -               | -               | -               | -                  | -                  | -                  | -           | -           | -           | 13     | 9      |
| Totale carriera          | Totale carriera          | Totale carriera          | 578        | 81         |                 | 65              | 9               |                    | 65                 | 6                  |             | 10          | 2           | 718    | 98     |

### Cronologia presenze e reti in nazionale
| Cronologia completa delle presenze e delle reti in nazionale ― Canada | Cronologia completa delle presenze e delle reti in nazionale ― Canada | Cronologia completa delle presenze e delle reti in nazionale ― Canada | Cronologia completa delle presenze e delle reti in nazionale ― Canada | Cronologia completa delle presenze e delle reti in nazionale ― Canada | Cronologia completa delle presenze e delle reti in nazionale ― Canada | Cronologia completa delle presenze e delle reti in nazionale ― Canada | Cronologia completa delle presenze e delle reti in nazionale ― Canada |
| Data                                                                  | Città                                                                 | In casa                                                               | Risultato                                                             | Ospiti                                                                | Competizione                                                          | Reti                                                                  | Note                                                                  |
| --------------------------------------------------------------------- | --------------------------------------------------------------------- | --------------------------------------------------------------------- | --------------------------------------------------------------------- | --------------------------------------------------------------------- | --------------------------------------------------------------------- | --------------------------------------------------------------------- | --------------------------------------------------------------------- |
| 26-3-2016                                                             | Vancouver                                                             | Canada                                                                | 0 – 3                                                                 | Messico                                                               | Qual. Mondiali 2018                                                   | -                                                                     | 46’ 70’                                                               |
| 3-6-2016                                                              | Rohrbach an der Lafnitz                                               | Canada                                                                | 1 – 1                                                                 | Azerbaigian                                                           | Amichevole                                                            | -                                                                     |                                                                       |
| 7-6-2016                                                              | Bad Waltersdorf                                                       | Canada                                                                | 2 – 1                                                                 | Uzbekistan                                                            | Amichevole                                                            | -                                                                     |                                                                       |
| 2-9-2016                                                              | San Pedro Sula                                                        | Honduras                                                              | 2 – 1                                                                 | Canada                                                                | Qual. Mondiali 2018                                                   | -                                                                     |                                                                       |
| 6-9-2016                                                              | Vancouver                                                             | Canada                                                                | 3 – 1                                                                 | El Salvador                                                           | Qual. Mondiali 2018                                                   | -                                                                     |                                                                       |
| 6-10-2016                                                             | Marrakech                                                             | Mauritania                                                            | 0 – 4                                                                 | Canada                                                                | Amichevole                                                            | -                                                                     |                                                                       |
| 22-3-2017                                                             | Edimburgo                                                             | Scozia                                                                | 1 – 1                                                                 | Canada                                                                | Amichevole                                                            | -                                                                     |                                                                       |
| 7-7-2017                                                              | Harrison                                                              | Guyana francese                                                       | 2 – 4                                                                 | Canada                                                                | Gold Cup 2017 - 1º turno                                              | 1                                                                     | 84’                                                                   |
| 11-7-2017                                                             | Houston                                                               | Costa Rica                                                            | 1 – 1                                                                 | Canada                                                                | Gold Cup 2017 - 1º turno                                              | -                                                                     |                                                                       |
| 14-7-2017                                                             | Frisco                                                                | Canada                                                                | 0 – 0                                                                 | Honduras                                                              | Gold Cup 2017 - 1º turno                                              | -                                                                     |                                                                       |
| 20-7-2017                                                             | Glendale                                                              | Giamaica                                                              | 2 – 1                                                                 | Canada                                                                | Gold Cup 2017 - Quarti di finale                                      | -                                                                     |                                                                       |
| 8-10-2017                                                             | Houston                                                               | Canada                                                                | 0 – 1                                                                 | El Salvador                                                           | Amichevole                                                            | -                                                                     |                                                                       |
| 9-9-2018                                                              | Bradenton                                                             | Isole Vergini Americane                                               | 0 – 8                                                                 | Canada                                                                | Qual. CONCACAF Nations League 2019-2020                               | -                                                                     | Cap.                                                                  |
| 10-6-2019                                                             | Fullerton                                                             | Trinidad e Tobago                                                     | 0 – 2                                                                 | Canada                                                                | Amichevole                                                            | 2                                                                     |                                                                       |
| 15-6-2019                                                             | Pasadena                                                              | Canada                                                                | 4 – 0                                                                 | Martinica                                                             | Gold Cup 2019 - 1º turno                                              | 1                                                                     | Cap.                                                                  |
| 19-6-2019                                                             | Denver                                                                | Messico                                                               | 3 – 1                                                                 | Canada                                                                | Gold Cup 2019 - 1º turno                                              | -                                                                     | 60’                                                                   |
| 24-6-2019                                                             | Charlotte                                                             | Canada                                                                | 7 – 0                                                                 | Cuba                                                                  | Gold Cup 2019 - 1º turno                                              | -                                                                     | Cap. 19’                                                              |
| 29-6-2019                                                             | Houston                                                               | Haiti                                                                 | 3 – 2                                                                 | Canada                                                                | Gold Cup 2019 - Quarti di finale                                      | -                                                                     |                                                                       |
| 15-10-2019                                                            | Toronto                                                               | Canada                                                                | 2 – 0                                                                 | Stati Uniti                                                           | CONCACAF Nations League 2019-2020 - 2º turno                          | -                                                                     | Cap.                                                                  |
| 15-11-2019                                                            | Orlando                                                               | Stati Uniti                                                           | 4 – 1                                                                 | Canada                                                                | CONCACAF Nations League 2019-2020 - 2º turno                          | -                                                                     | Cap.                                                                  |
| Totale                                                                |                                                                       | Presenze                                                              | 20                                                                    |                                                                       | Reti                                                                  | 4                                                                     |                                                                       |

## Palmarès

### Club

#### Competizioni nazionali
- Football League Championship: 1

Burnley: 2015-2016
- Campionato scozzese: 1

Rangers: 2020-2021
- Coppa di Scozia: 1

Rangers: 2021-2022
- Scottish Championship: 1

Falkirk: 2024-2025